# Melanie
Melanie je ženské křestní jméno. Podle kalendáře má svátek 27.  prosince.
Jméno má řecký původ, slovo „melania“, znamená tmavá neboli tajemná.
Českou nositelkou tohoto jména, byla Melanie Vančurová.
Manekýnka, která byla tváří značky Dior.

## Domácké varianty
Mel, Mela, Melina, Melinka, Melana, Melanka, Meluša, Meluška, Melča apod.

## Známé nositelky jména
- Melanie Martinez – americká zpěvačka
- Melanie Griffith – americká herečka
- Melanie Klein – rakousko-britská psychoanalytička
- Melanie Thorton – švýcarská zpěvačka
- Melanie Winiger – švýcarská herečka
- Mélanie Beriner – francouzská herečka
- Mélanie Thierry – francouzská herečka
- Melanie Safka – americká zpěvačka a textařka
- Melanie Chisholm – britská zpěvačka, bývalá členka popové skupiny Spice Girls
- Melanie Brown – britská zpěvačka, bývalá členka Spice Girls
- Melanie Dekker – zpěvačka a textařka
- Melania Urbina – španělská herečka
- Melania Trumpová – slovinská modelka, první dáma Spojených států amerických